# 中國高端晶片聯盟
中國高端晶片聯盟（英語：High End Chip Alliance，簡稱HECA）是中华人民共和国的一個半官方產業聯盟，由國家積體電路產業發展領導小組辦公室指導。

## 概論
發起單位包括紫光集團、長江存儲、中芯國際、華為、中興，及中國工信部電信研究院、中標軟體等27家中國晶片業者及研究單位，其宗旨在於建立從「架構、晶片、軟體、整機、系統、資訊服務」的產業供應鏈完全中國化，推進中國半導體產業的發展。由丁文武、趙偉國任首任正副理事長。
中國IC市場規模佔全球60%，但自給率僅為27%，代表有很大發展空間。對於各種物聯網IC晶片更是代表一種戰略物資。為了國產的政治目標，已組成不少大大小小的策略聯盟，芯片聯盟僅是其中之一，且短期內難有效果，因為成員愈多愈難整合，故象徵性意義大於實質意義，但在美威脅禁運的外部壓力下，使得中長期發展仍具有一定動機。市場研究機構預計，鑑於很多企業各司其政，判斷將從合作點開始整合自主能量，取得部分產業鍊的初步突破後，中國高端晶片聯盟才會有商業可行性，同時指出美國以外的廠商仍有機會在中國市場中扮演重要角色。

## 歷史
中國高端晶片聯盟於2016年7月31日成立。